# Le Soir (quotidien français)
Pour les articles homonymes, voir Le Soir (homonymie).
Le Soir est un journal français qui a paru quotidiennement entre 1869 et 1932.

## Histoire
Comme son titre l'indique, Le Soir a la particularité de n'être publié qu'entre 19 et 20 h, soit plus de deux heures après les autres journaux paraissant en fin de journée. Cette particularité est la conséquence du choix d'un bouclage tardif, qui permet de rendre compte des derniers événements de la journée tels que les débats et délibérations du Corps législatif. Fondé et dirigé par Louis Outrebon (1830-1884), ancien rédacteur du quotidien bonapartiste La Patrie, Le Soir affiche initialement une ligne éditoriale dévouée au gouvernement impérial de Napoléon III et favorable à l'Empire libéral.
Lancé le 8 avril 1869 et vendu pour 15 centimes, Le Soir a tout d'abord le format d'une feuille de papier à lettres et n'adopte un grand format que le 12 janvier suivant. Il a alors deux éditions, la première à 16 h 30 et la seconde à 19 h 30. Ses bureaux sont au no 3 de la rue d'Argout. Son rédacteur en chef est Outrebon et ses principaux collaborateurs sont Edmond About, Henry Fouquier, Denis Guibert, Alfred Assollant, Amédée Sacré et Édouard Cadol. C'est peut-être sous l'influence d'About que de nombreux changements ont lieu dans la rédaction quelques mois plus tard, avec les départs de Fouquier, Guibert, Sacré, Charles Yriarte (alias le « marquis de Villemer ») et Arthur Meyer (alias « Bajazet »), tandis que les appointements des journalistes restants sont diminués. Tout d'abord favorable au gouvernement Ollivier, About finit par prôner l'abstention au plébiscite du 8 mai 1870, car la proclamation impériale du 23 avril lui fait craindre un retour à l'Empire autoritaire après les avancées de l'Empire libéral.
Après la chute du Second Empire, Hector Pessard, ancien collaborateur du Gaulois, devient le rédacteur en chef du Soir. Rallié à la République et proche du centre gauche de Thiers, Pessard doit quitter la direction du journal le 1er octobre 1873, car le propriétaire du journal, le financier anglais Louis Moses, dit Louis Merton (d) (1841-1874), a décidé de soutenir le gouvernement d'Ordre moral. Remplacé par Edmond Villetard, Pessard tente de fonder un nouveau journal, baptisé Le Jour, mais l'autorisation lui en est refusée par le gouvernement de Broglie. Le départ de Pessard est accompagné de celui de Léonce Guyot-Montpayroux, également partisan du centre gauche.

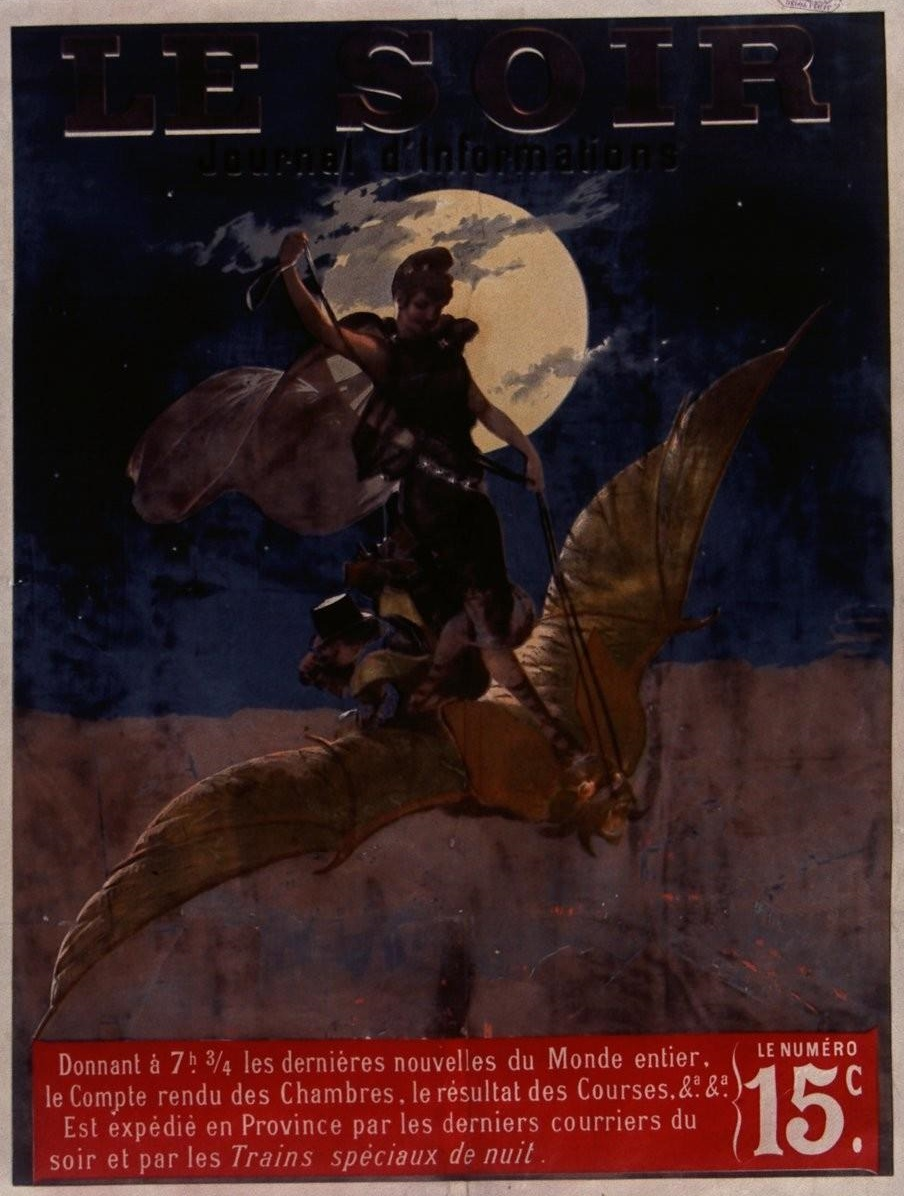
Affiche pour Le Soir (1890) imprimée avec une encre phosphorescente.

Après la mort de Merton, le journal est racheté pour le compte du baron de Soubeyran par un ancien fonctionnaire de l'Empire, Alexandre Vührer (1817-1886), déjà directeur d'un autre quotidien appartenant à Soubeyran, le Paris-Journal. Administrateur du journal, Vührer en devient également le directeur politique à la mort d'Alfred Deseilligny. Villetard ayant été nommé au service de la censure, c'est le bonapartiste Robert-Mitchell qui prend les rênes de la rédaction du Soir au début de l'année 1874. Robert-Mitchell quitte momentanément le journalisme après avoir été élu lors des législatives de 1876, qui voient la victoire des républicains. Le Soir suit cette dernière tendance jusqu'à la crise du 16 mai 1877 : un autre bonapartiste, l'ancien ministre Clément Duvernois, rejoint alors la rédaction du journal, qui soutient à nouveau Mac-Mahon.
En 1882, Vührer est remplacé par Eugène Byse, ancien directeur de cabinet de Charles de Freycinet, qui fait du Soir un journal républicain. Byse est bientôt remplacé à son tour par M. de Lapisse, neveu du financier Charles Blanchard, puis, en 1883, par Émile de Marcère.

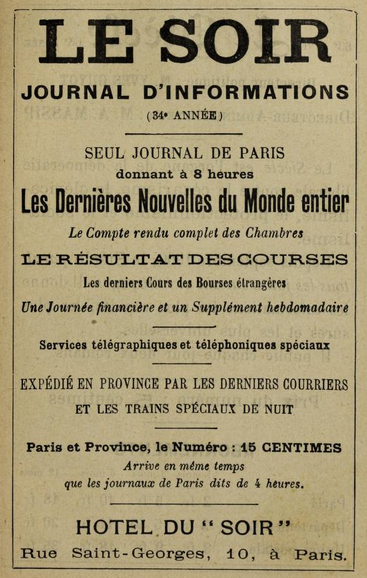
Publicité pour Le Soir, journal d'informations (1901-1902) dont le siège est au 10 rue Saint-Georges.

À l'époque du scandale de Panama, le Soir et le Télégraphe appartiennent officiellement à Chaulin, mais celui-ci n'est que le prête-nom de Marius Fontanes. Auguste Burdeau (Sonneray) est alors le rédacteur en chef des deux titres.
Fernand Xau en est le propriétaire en 1895.
Le 20 mars 1897, quand Fernand Xau quitte la direction du Soir pour se consacrer au Journal, Gaston Pollonnais devient rédacteur en chef. À cette époque, le directeur politique et commanditaire du Soir est le riche politicien Edmond Blanc. En 1898, Pollonais succède à Blanc à la direction politique du journal. Il ne conserve pas longtemps ce poste, car le Soir change de mains et de ligne éditoriale en avril 1900. Pollonais est alors remplacé à la direction par le nouveau propriétaire, Alfred Edwards.
Le comte Boni de Castellane en est le propriétaire jusqu'en 1899.
Le Soir cesse de paraître en 1932.